# Rieutort-de-Randon
Rieutort-de-Randon là một xã ở tỉnh Lozère trong vùng Occitanie, phía nam nước Pháp. Hồ Charpal tạo thành một phần ranh giới phía đông thị trấn. Sông Colagne chảy theo hướng tây bắc qua phí bắc thị trấn.